# Maison du Paon
La « Maison du Paon » (De pauw en néerlandais) est une maison de style baroque située au numéro 35 de la Grand-Place de Bruxelles en Belgique, entre la « Maison du Heaume » et la « Maison du Petit Renard et du Chêne », au nord de la place.

## Historique
Après la destruction des maisons de la Grand-Place lors du bombardement de la ville par les troupes françaises de Louis XIV commandées par le maréchal de Villeroy en août 1695, la maison fut réédifiée en 1697 comme l'attestent les cartouches situés sous le pignon.
La « Maison du Paon » a été restaurée en 1882 par l'architecte Victor Jamaer et a été repeinte en 1984.
Le propriétaire actuel, un brasseur belge, a entièrement restauré l'intérieur du bâtiment. Son rez-de-chaussée, son entre-deux et son premier étage abritent d'ailleurs une brasserie.

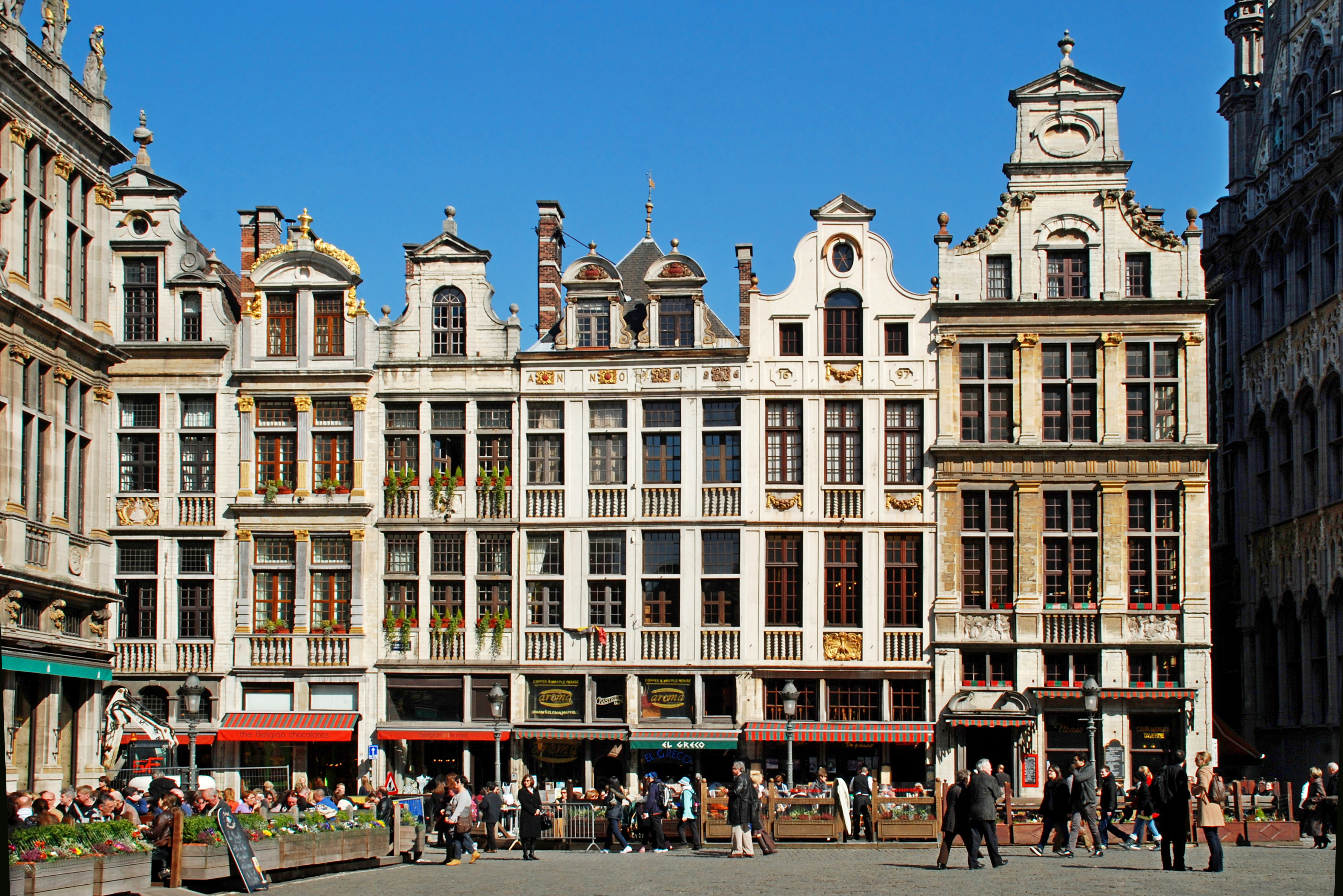
La Maison du Paon et ses voisines, sur le côté nord-est de la Grand-Place.

## Classement
Les façades et les toitures de toutes les maisons qui bordent la Grand-Place font l'objet d'un classement au titre des monuments historiques en tant qu'ensemble depuis le 19 avril 1977 sous la référence globale 2043-0065/0.
Le classement a été étendu à la totalité du bâtiment le 7 novembre 2002, sous la référence 2043-0065/035.

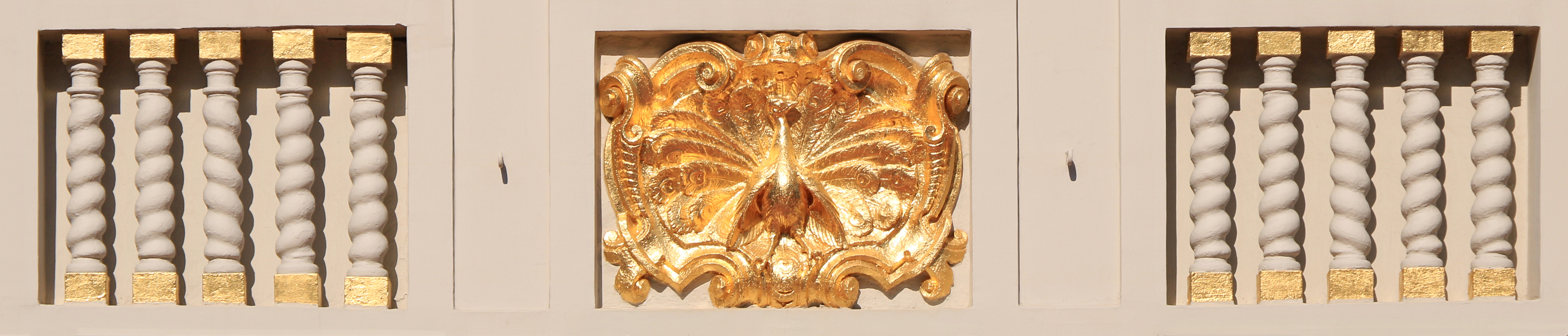
L'enseigne au paon encadrée de balustres.

## Architecture
La « Maison du Paon » possède la seule façade peinte en blanc de la Grand-Place de Bruxelles, avec sa voisine la « Maison du Petit Renard et du Chêne ».
Cette façade de trois travées, rehaussée de dorures, possède un rez-de-chaussée, un entresol, deux étages et un pignon, séparés les uns des autres par des cordons moulurés alignés sur ceux de la « Maison du Petit Renard et du Chêne » et de la « Maison de Sainte-Barbe ».
Le premier étage est orné de grandes fenêtres à meneaux dont les allèges sont ornées d'un paon doré, pour la travée centrale, et de balustres torses rehaussés de dorures, pour les travées latérales.
Le deuxième étage présente une structure similaire, sauf que les balustres torses ornent l'allège centrale, les allèges latérales étant ornées de guirlandes de fruits dorés.
La façade est couronnée par un pignon assez sobre comportant trois travées et trois fenêtres. La travée centrale comprend une fenêtre à piédroits et impostes saillants portant un arc en plein cintre à clef saillante, encadré d'un panneau rectangulaire qui repose sur les impostes  et intègre un œil-de-bœuf ovale surmonté d'un larmier doré. Les allèges des fenêtres latérales du pignon portent des cartouches mentionnant l'année de reconstruction de l'édifice (1697).
Ce pignon porte deux boules dorées à ses extrémités et est sommé d'un petit fronton triangulaire.

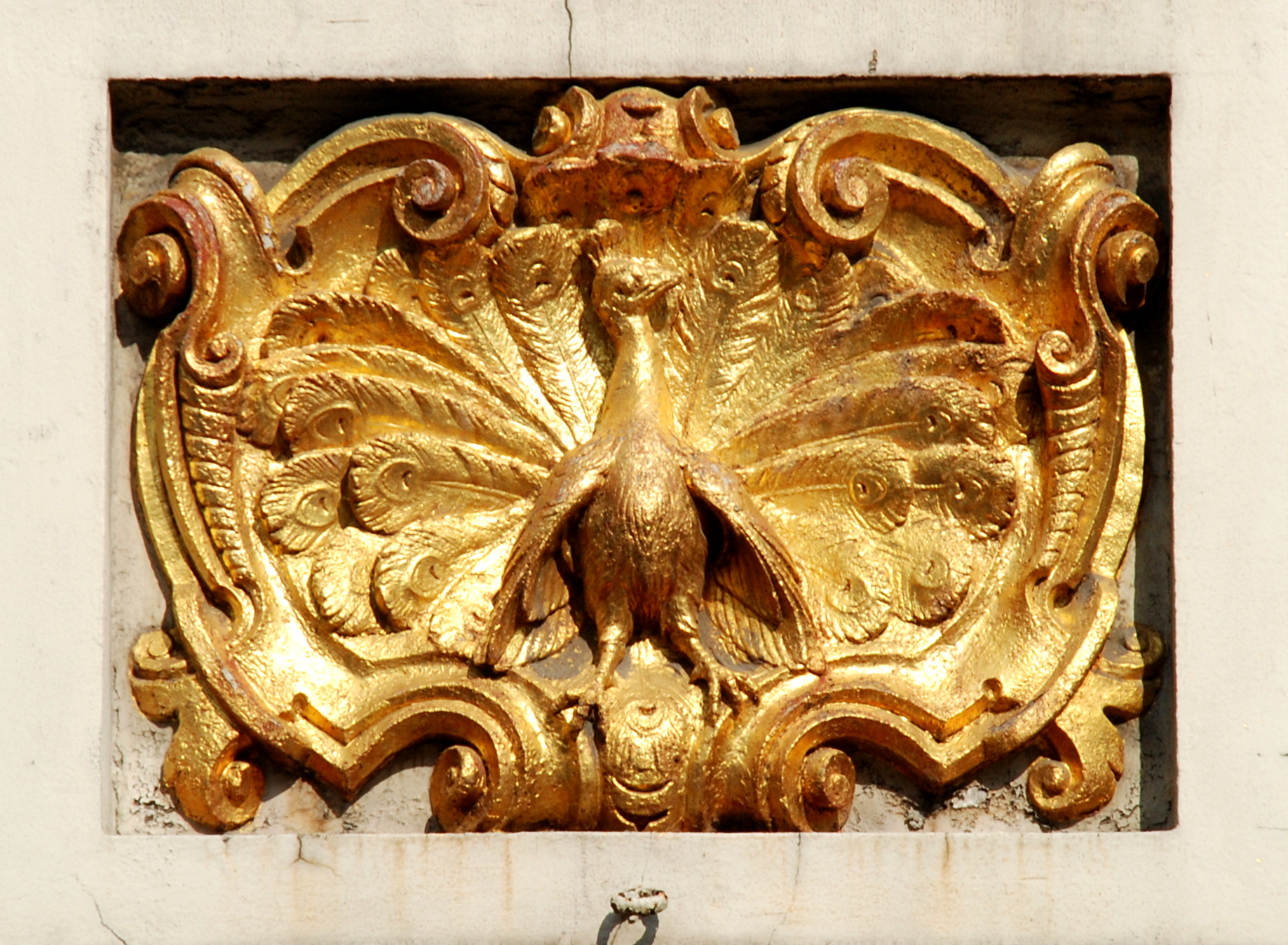
L'enseigne au paon.
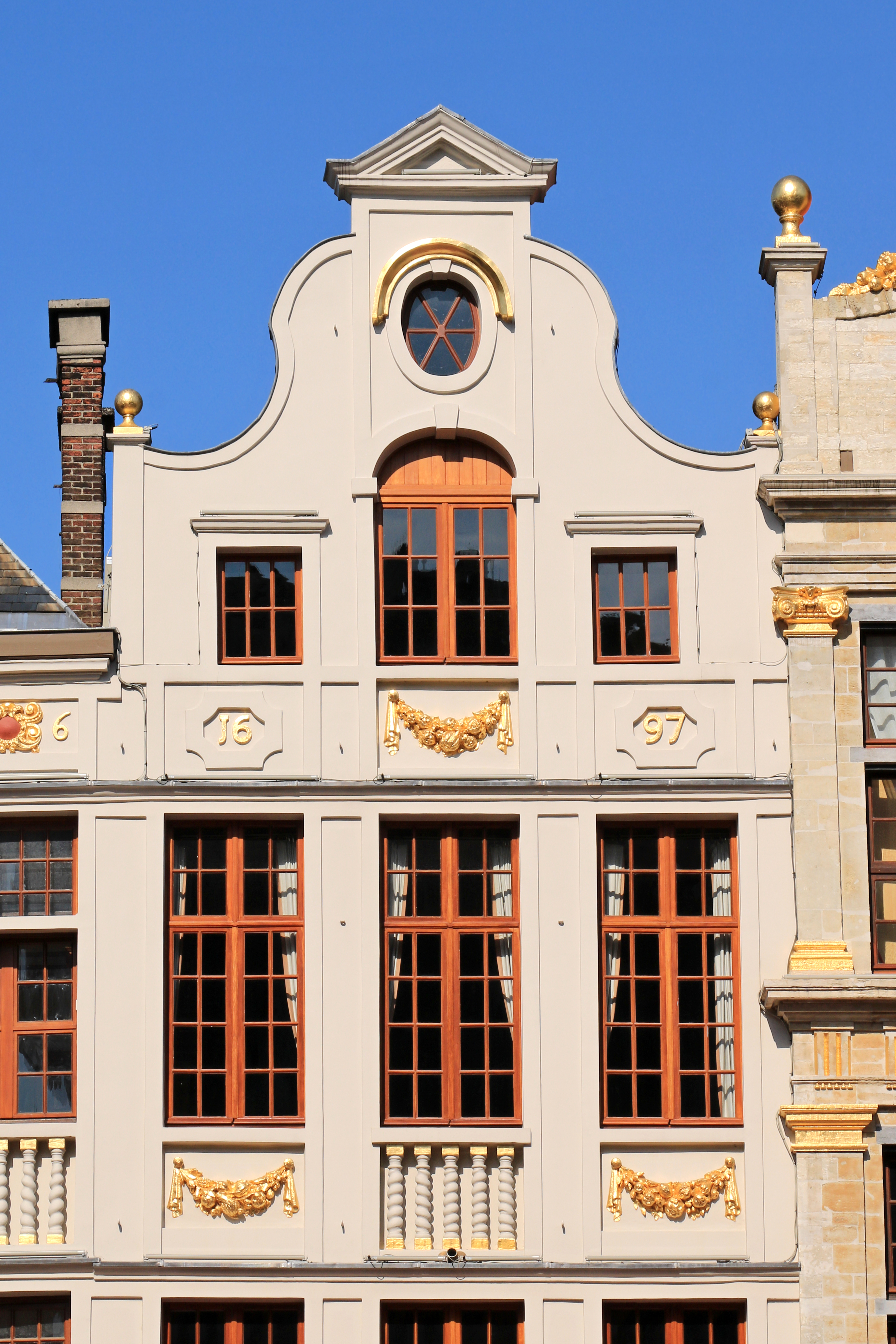
Le pignon surmonté d'un fronton triangulaire.
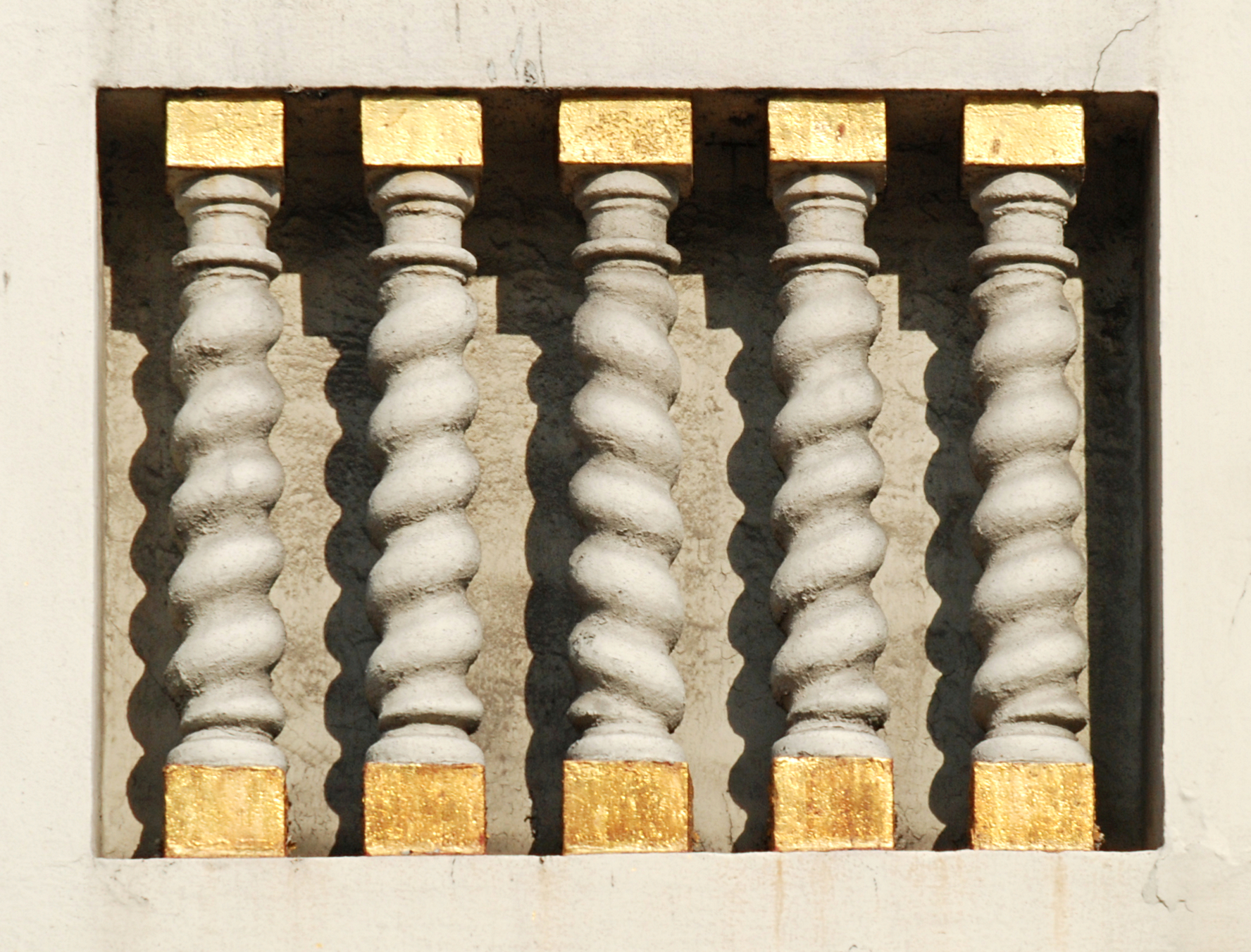
Balustres.